# ジローラモ・フラカストロの肖像
『ジローラモ・フラカストロの肖像』（ジローラモ・フラカストロのしょうぞう、伊: Ritratto di Girolamo Fracastoro, 英: Portrait of Girolamo Fracastoro）は、イタリアのルネサンス期のヴェネツィア派の巨匠ティツィアーノ・ヴェチェッリオが1528年頃に制作した絵画である。油彩。人文主義者であり、医学者、詩人のジローラモ・フラカストロを描いた作品で、現在はロンドンのナショナル・ギャラリーに所蔵されている。

## 人物

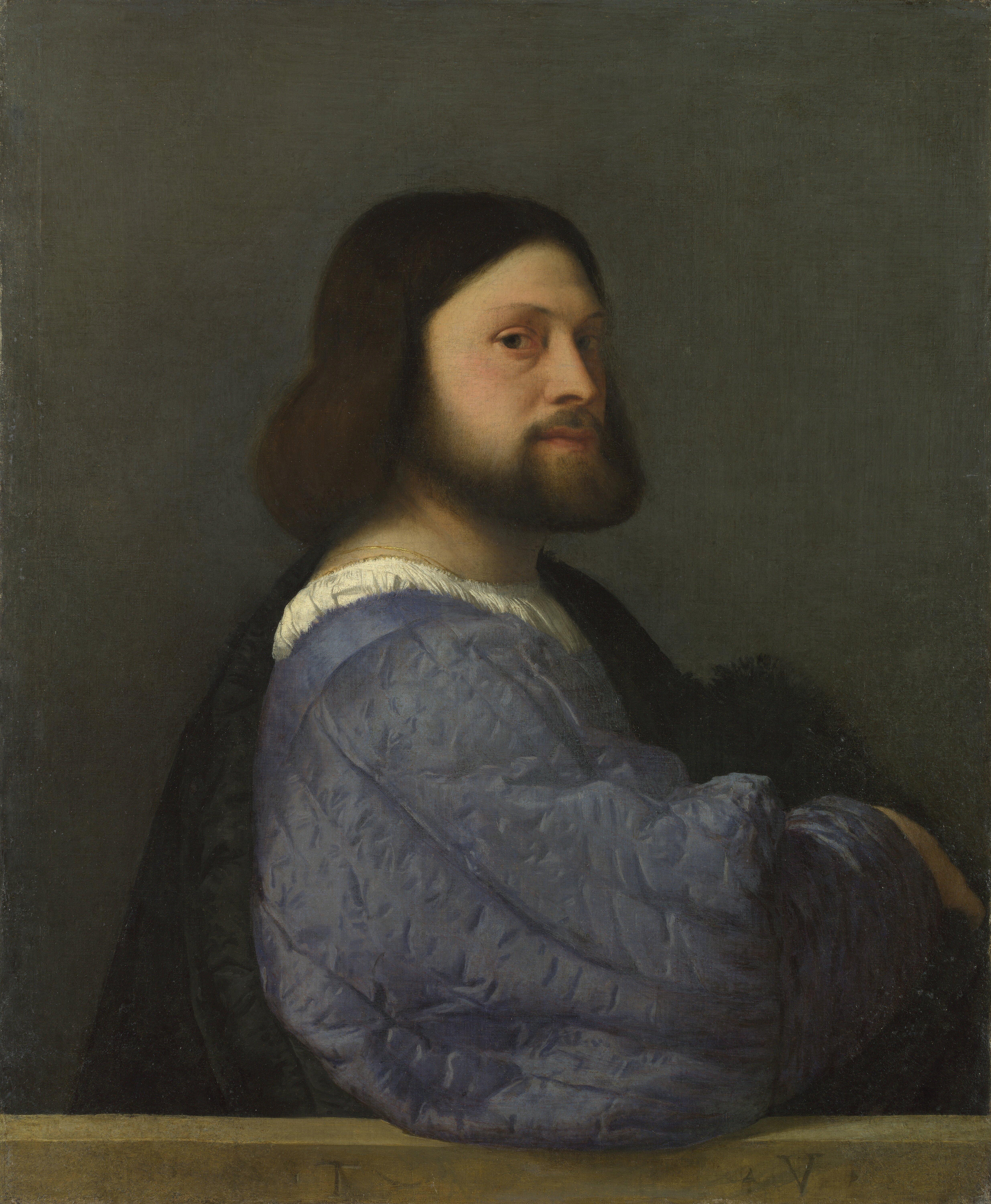
ティツィアーノの初期肖像画の傑作『キルトの袖をつけた男の肖像』。同じくナショナル・ギャラリー所蔵。

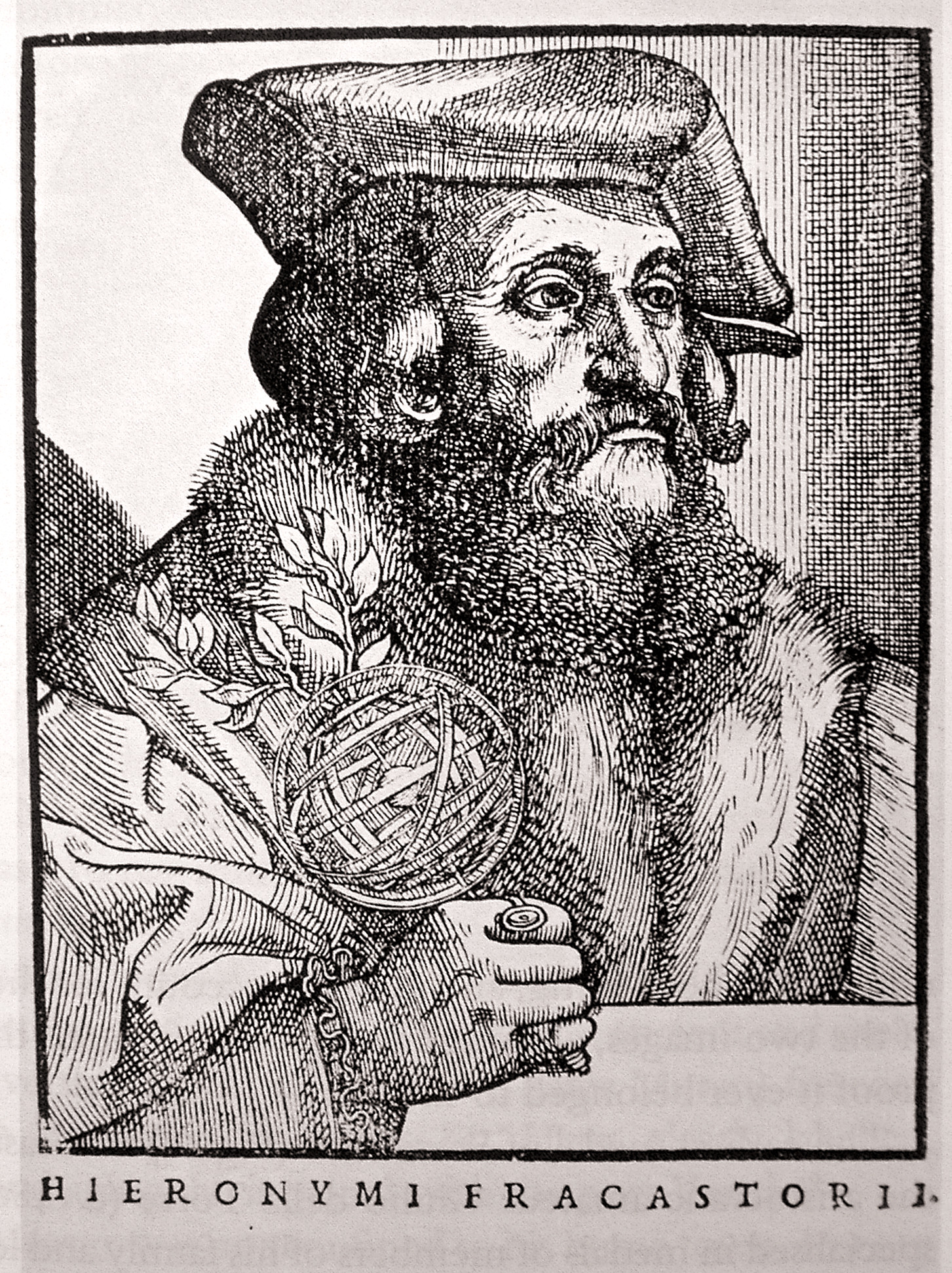
1538年にヴェネツィアで印刷されたジローラモ・フラカストロの肖像の木版画。

ジョルジョ・ヴァザーリは1568年版の『画家・彫刻家・建築家列伝』で、ティツィアーノがジローラモ・フラカストロの肖像画を描いたと述べている。
現代的な病理学の創始者ジローラモ・フラカストロは1478年、ヴェローナに生まれた。パドヴァ大学に学び、医学や論理学を修めた。さらにヴェローナの医科大学に入学すると、重要な役職を歴任した。フラカストロはヴェローナにおける卓越した医療の実践により、1545年にトリエント公会議の公式医師に任命されるほどの名声を確立していた。1530年にヴェローナで出版され、ヴェネツィアの人文主義者ピエトロ・ベンボに捧げられた『梅毒あるいはフランス病』（Syphilis sive de morbo gallico）は別名「フランス病」と呼ばれた梅毒の起源、性質、治療法について述べた3巻の詩である。この詩に由来する病名はそれ以来一般的に使用されている。1546年には『病原体と接触伝染病について』（De Contagione et Contagiosis Morbis）を出版し、伝染病の性質や病原体の分類、および予防と治療について論じ、チフスの全体像を初めて正確に追跡した。さらにフラカストロの研究分野は、植物学、天文学、地質学におよんだ。1553年、インカッフィで死去。

## 作品
ティツィアーノは黒いコートを着込んだ男性を描いている。男性のコートは襟の部分に黒い斑点のあるオオヤマネコの毛皮をあしらっており、首回りと肩を覆っている。さらに頭に黒い帽子を被り、胸壁に腕を置いて、肩越しに鑑賞者を見つめている。
肖像画の主役ともいうべき部分は、当時の裕福なヴェネツィア人の間で人気があった、大きなオオヤマネコの毛皮の襟を持つコートである。ティツィアーノはこの毛皮を正確かつ絵画的に表現している。オオヤマネコはヨーロッパに生息している種で、その冬毛を使用している。毛皮の白い部分は腹部にあたり、斑点がより鮮明な薄茶色の部分は背中にあたる。逆にモデルの顔は当時広く普及したフラカストロの肖像とやや類似している。これについては、フラカストロは非常に忙しく、肖像画のために長時間座ることができなかったか、あるいは別の図像から制作を進める必要があった可能性が考えらる。おそらくフラカストロは、自身の所有する素晴らしい毛皮のコートを肖像画のためにティツィアーノに預け、ティツィアーノはそれを本作品の主役にしたと思われる。背景には、いくつかの謎めいた建築要素があり、画面左上隅に円形窓があり、画面右下隅の手袋をはめた右手とバランスを取っている。また右下の背景には扉があり、さらにその上方に別の暗い窓らしきものがある。
肖像画が美術館に収蔵されたとき、フランチェスコ・トルビドの作品とされていた。その後、ティツィアーノ作品とされたこともあったが、ティツィアーノ後の作品として長年無視されてきた。しかし近年の修復により塗装面が鮮明になったことで、ティツィアーノへの帰属が復活した。
修復後に絵画が納められたサンソヴィーノの額縁は、おそらく16世紀後半のものとされている。

### 構図
画面の高さが横幅よりわずかに長いフォーマットはティツィアーノの初期肖像画の典型である。モデルのポーズは動的であり、人物像を画面中央に三角形の形で配置し、モデルの右目に中央の垂直軸の焦点を置いている。このポーズや構図の配置は、同じくナショナル・ギャラリー所蔵の1510年頃の肖像画『キルトの袖をつけた男の肖像』（Portrait of a Man with Quilted Sleeves）と共通している。また構図のオオヤマネコの毛皮の処理では、特にスカルパ・コレクション（Scarpa Collection）所蔵の、ティツィアーノの1534年の『ジャン・パオロ・ダ・ポンテの肖像』（Portrait of Gian Paolo da Ponte）との関連性が指摘されている。

### 保存状態

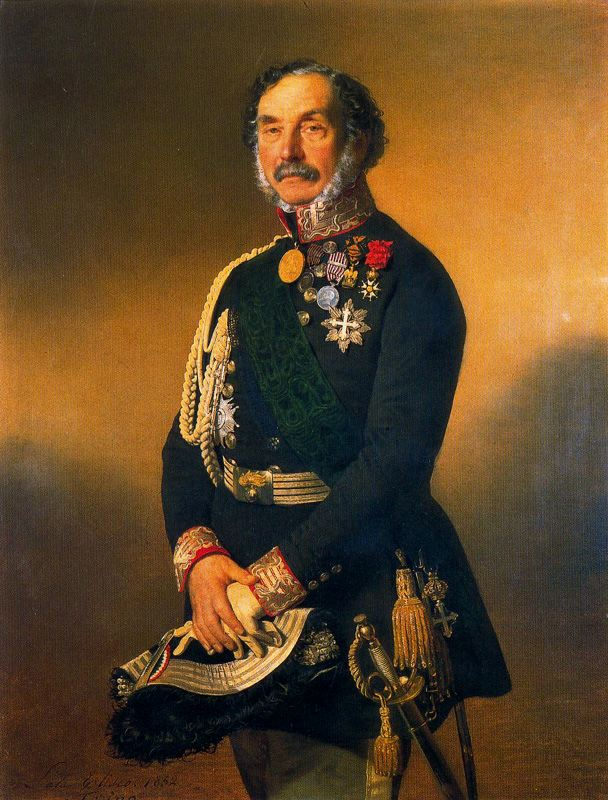
歴代の所有者の1人であるテオドーロ・レキ伯爵の肖像。1852年。

保存状態は悪い。以前の画面は汚れた厚いワニスで覆われ、ティツィアーノの作品であることも疑われていた。しかし近年の修復によりワニスと後代の塗り直しが除去され、塗装面の多くの箇所は損傷しているが、最も保存状態の良い部分ではティツィアーノの巧みな描写が残っていることが明らかになった。注目されるのは、コートの黒い部分のモデリングは大部分が失われているのに対し、襟のオオヤマネコの毛皮にはティツィアーノのタッチが顕著に表れている点である。とりわけ、明るく照らされた毛皮の左端に沿って入っている太い砕けたタッチは驚くほど新鮮に残っている。袖の縫い目に沿って入っている白い毛皮のタッチも同様である。肌の絵画層は薄く摩耗している。背景の建築要素もかなりのダメージを受けており、識別を困難にしている。

## 来歴
来歴については不明であるが、1824年から1852年にブレシアのテオドーロ・レキ伯爵のコレクションに記録された「有名なフラカストロの肖像」であることはほぼ間違いない。レキ伯爵家のコレクションはテオドーロの祖父ピエトロ・レキ（Pietro Lechi）、父ファウスティーノ・レキ（Faustino Lechi）、そしてテオドーロやその兄弟ジュゼッペ・レキらが3代にわたって収集したもので、その中にはラファエロ・サンツィオの『聖母の結婚』（Lo Sposalizio della Vergine）も含まれていた。その後、ドイツ出身の化学者・実業家ルードウィッヒ・モンドの手に渡り、彼のコレクションとともに1924年にナショナル・ギャラリーに遺贈された。